# Symetrický polynom
Symetrický polynom je v algebře označení pro takový polynom, ve kterém hrají všechny jeho proměnné stejnou úlohu a jejich libovolnou permutací tedy vznikne stejný polynom.

## Formální definice
Pro přirozené číslo {\displaystyle n} a okruh {\displaystyle A} se prvek okruhu polynomů {\displaystyle p\in A[X_{1},\dots ,X_{n}]} nazývá symetrický v proměnných {\displaystyle X_{1},\dots ,X_{n}}, pokud platí:
{\displaystyle p(X_{\sigma (1)},\ldots ,X_{\sigma (n)})=p(X_{1},\ldots ,X_{n})} pro všechny permutace proměnných {\displaystyle \sigma \in S_{n}}.